# Hagiosynodos latus
Hagiosynodos latus är en mossdjursart som först beskrevs av Busk 1856.  Hagiosynodos latus ingår i släktet Hagiosynodos och familjen Cheiloporinidae. Inga underarter finns listade i Catalogue of Life.